# Pachrophylla varians
Pachrophylla varians är en fjärilsart som beskrevs av Butler 1882. Pachrophylla varians ingår i släktet Pachrophylla och familjen mätare. Inga underarter finns listade i Catalogue of Life.